# Skoki z dużej wysokości na Mistrzostwach Świata w Pływaniu 2024
Zawody w skokach z dużej wysokości na 21. Mistrzostwach Świata w Pływaniu odbywały się w dniach 13 – 15 lutego 2024 w porcie Doha w Katarze. Zostały rozegrane dwie konkurencje - skoki kobiet oraz mężczyzn.

## Medaliści
| Konkurencja           | Złoto                          | Złoto  | Srebro                 | Srebro | Brąz                      | Brąz   |
| Konkurencja           | Zawodnik                       | Wynik  | Zawodnik               | Wynik  | Zawodnik                  | Wynik  |
| Mężczyźni (szczegóły) | Aidan Heslop · Wielka Brytania | 422,95 | Gary Hunt · Francja    | 413,25 | Cătălin Preda · Rumunia   | 410,20 |
| Kobiety (szczegóły)   | Rhiannan Iffland · Australia   | 342,00 | Molly Carlson · Kanada | 320,70 | Jessica Macaulay · Kanada | 320,35 |

## Klasyfikacja medalowa
*   Gospodarz ( Katar)
| Miejsce | Reprezentacja   | Złoto | Srebro | Brąz | Razem |
| ------- | --------------- | ----- | ------ | ---- | ----- |
| 1       | Australia       | 1     | 0      | 0    | 1     |
| 1       | Wielka Brytania | 1     | 0      | 0    | 1     |
| 3       | Kanada          | 0     | 1      | 1    | 2     |
| 4       | Francja         | 0     | 1      | 0    | 1     |
| 5       | Rumunia         | 0     | 0      | 1    | 1     |
| Razem   | Razem           | 2     | 2      | 2    | 6     |